# Украјинци у Црној Гори
Украјинци у Црној Гори су етничка група у Црној Гори. 
Према последњем попису становништва из 2023. године, у Црној Гори живи 3,087 Украјинаца који чине 0,5% укупног броја становника у држави. Украјински језик као матерњи језик говори 2,308 особа,  што чини 0,37% укупног броја становника. Највећи број етничких Украјинаца у Црној Гори живи у општини Будва, њих 1,029, те чине 3,75% укупног броја становника општине. Украјинци нису аутохтони народ у Црној Гори, а највећи број њих се населио у државу након руске инвазије на Украјину у фебруару 2022. године.